# Clasificación de Concacaf para la Copa Mundial de Fútbol de 2018
La clasificación de Concacaf para la Copa Mundial de Fútbol de 2018 fue el torneo que determinó a los clasificados por parte de esa confederación a la Copa del Mundo Rusia 2018. La competencia empezó el 22 de marzo de 2015 y finalizó el 10 de octubre de 2017.
La Concacaf contó con 3.5 cupos para este proceso de clasificación, tras la decisión del Comité Ejecutivo de la FIFA de no modificar la distribución de plazas por confederación para la Copa Mundial de 2018.
En un cambio respecto de torneos anteriores, las tres primeras rondas se jugaron por eliminación directa, en tanto que la cuarta ronda y la ronda final (denominada Hexagonal) se jugaron en grupos, por el sistema de todos contra todos. La primera ronda se jugó durante las fechas internacionales FIFA del 23 al 31 de marzo de 2015.

## Equipos participantes
De las 41 asociaciones de fútbol afiliadas a la Concacaf, 35 participaron en el proceso clasificatorio. Para determinar la ronda en que iniciaron su participación fueron clasificadas según el Ranking FIFA publicado el 14 de agosto de 2014.
- Las 14 selecciones con el ranking más bajo, clasificadas del puesto 22 al 35, inician en la primera ronda.
- Las 13 selecciones ubicadas en las posiciones 9 al 21 ingresan en la segunda ronda.
- Las selecciones ubicadas en los puestos 7 y 8 se integran al torneo en la tercera ronda.
- Finalmente, las 6 mejores selecciones del ranking (puestos 1 al 6) hacen su aparición en la cuarta ronda.

Entre paréntesis se indica el puesto de cada selección en el ranking FIFA.
| Equipos en primera ronda | Equipos en segunda ronda | Equipos en tercera ronda       | Equipos en cuarta ronda                                                                                            |
| --- | --- | ------------------------------ | --- |
| 22. San Cristóbal y Nieves (159) 23. Belice (162) 24. Montserrat (165) 25. Dominica (168) 26. Barbados (169) 27. Bermudas (173) 28. Nicaragua (175) 29. Islas Turcas y Caicos (181) 30. Curazao (182) 31. Islas Vírgenes Estadounidenses (191) 32. Bahamas (193) 33. Islas Caimán (197) 34. Islas Vírgenes Británicas (201) 35. Anguila (207) | 9. Canadá (122) 10. Cuba (124) 11. Aruba (124) 12. República Dominicana (126) 13. El Salvador (127) 14. Surinam (131) 15. Guatemala (134) 16. San Vicente y las Granadinas (134) 17. Santa Lucía (138) 18. Granada (142) 19. Antigua y Barbuda (149) 20. Guyana (153) 21. Puerto Rico (155) | 7. Jamaica (85) 8. Haití (117) | 1. Costa Rica (15) 2. México (17) 3. Estados Unidos (18) 4. Honduras (43) 5. Panamá (63) 6. Trinidad y Tobago (80) |

Las siguientes 6 selecciones están afiliadas a la Concacaf pero no participaron en el torneo clasificatorio por no ser miembros afiliados a la FIFA:
| - Bonaire - Guadalupe | - Guayana Francesa - Martinica | - Saint-Martin - Sint Maarten |

### Sorteos
La Concacaf fue, junto a la Confederación Asiática de Fútbol (AFC), una de las dos confederaciones que inició su proceso de clasificación antes del sorteo preliminar de la Copa Mundial de Fútbol de 2018 que se realizó el 25 de julio de 2015 en San Petersburgo, Rusia. Por este motivo las dos primeras etapas del torneo clasificatorio se sortearon con anticipación.
La primera y segunda ronda se sortearon conjuntamente el 15 de enero de 2015 en el hotel W South Beach de la ciudad de Miami, Estados Unidos. En la primera ronda estuvieron involucradas las 14 selecciones con el ranking FIFA más bajo correspondiente al mes de agosto de 2014. Los equipos fueron distribuidos en dos bombos, los posicionados del puesto 22 al 28 en el bombo 1 y los ubicados del puesto 29 al 35 en el bombo 2, las siete llaves se conformaron con un equipo de cada bombo.
En el sorteo de la segunda ronda estuvieron involucradas las 7 selecciones ganadoras de la primera ronda y las 13 selecciones que ingresan en esta instancia. Los 20 equipos fueron repartidos en 4 bombos, los equipos ubicados del puesto 16 al 18 en el bombo 3, los equipos en los puestos 19 al 21 en el bombo 4 y los equipos ubicados del puesto 9 al 15 en el bombo 5, esto según la lista de equipos participantes, finalmente las 7 selecciones procedentes de la primera ronda fueron designadas al bombo 6. Tres series quedaron conformadas con equipos de los bombos 3 y 4 y las 7 series restantes con equipos de los bombos 5 y 6.
La tercera y cuarta ronda fueron sorteadas conjuntamente el 25 de julio de 2015 en San Petersburgo, Rusia, dentro del marco del sorteo preliminar de la Copa Mundial de Fútbol de 2018. En el sorteo de la tercera ronda estuvieron involucradas las 10 selecciones ganadoras de la segunda ronda y las selecciones ubicadas en los puestos 7 y 8 de acuerdo a la lista de equipos participantes. Los 12 equipos fueron distribuidos en dos bombos de acuerdo a su posición en el ranking FIFA publicado el 14 de agosto de 2014, los 6 mejores equipos en el bombo 3 y los otras 6 en el bombo 4, las seis series se conformaron con un equipo de cada bombo.
Para el sorteo de la cuarta ronda se dividieron a las 6 selecciones que ingresan en esta instancia en dos bombos según su ubicación en el ranking FIFA de agosto de 2014, los 3 mejores equipos en el bombo 1 y los otros 3 en el bombo 2. Los tres grupos de la cuarta ronda recibieron un equipo de cada bombo y se completaron con los ganadores de la tercera ronda de la siguiente manera: los ganadores de las series 1 y 2 al grupo A, los ganadores de las series 3 y 4 al grupo B y los ganadores de las series 5 y 6 al grupo C.
El sorteo de la quinta ronda se llevará a cabo una vez finalizada la cuarta ronda en lugar y fecha que serán establecidas por la Comisión Organizadora de la Copa Mundial de la FIFA Rusia 2018.

## Formato de competencia
El torneo clasificatorio de la Concacaf constó de cinco rondas:
Las tres primeras rondas se jugaron a partidos de ida y vuelta con un sistema de eliminación directa. En la primera ronda las 14 selecciones participantes formaron 7 llaves de 2 equipos, los ganadores de cada llave clasificaron a la segunda ronda.
En la segunda ronda ingresaron a la competencia 13 selecciones y junto a los siete ganadores de la primera ronda forman 10 llaves de dos equipos, los ganadores de cada llave clasificaron a la tercera ronda.
En la tercera ronda ingresan a la competencia 2 selecciones y junto a los 10 ganadores procedentes de la segunda ronda formaron 6 llaves de dos equipos, los ganadores de cada llave clasificaron a la cuarta ronda.
En la cuarta ronda ingresaron a competir los seis mejores equipos del ranking FIFA del mes de agosto de 2014, estos seis equipos más los seis ganadores de la ronda anterior fueron distribuidos en tres grupos de cuatro equipos, los grupos se jugaron con un sistema de todos contra todos a partidos de ida y vuelta y clasificaron a la quinta ronda los dos primeros lugares de cada grupo.
La quinta ronda corresponde al hexagonal final, en esta instancia los 6 clasificados de la ronda anterior conformaron un solo grupo que se jugó con un sistema de todos contra todos a partidos de ida y vuelta, al concluir esta ronda obtuvieron la clasificación a la Copa Mundial de Fútbol de 2018 los tres primeros lugares, mientras que el cuarto puesto jugó la repesca intercontinental.

## Calendario
Calendario del torneo definido el 12 de enero de 2015 por la Concacaf.
| Ronda         | Jornada   | Fecha                                       |
| ------------- | --------- | ------------------------------------------- |
| Primera ronda | Ida       | Del 23 al 31 de marzo de 2015               |
| Primera ronda | Vuelta    | Del 23 al 31 de marzo de 2015               |
| Segunda ronda | Ida       | Del 8 al 16 de junio de 2015                |
| Segunda ronda | Vuelta    | Del 8 al 16 de junio de 2015                |
| Tercera ronda | Ida       | Del 31 de agosto al 8 de septiembre de 2015 |
| Tercera ronda | Vuelta    | Del 31 de agosto al 8 de septiembre de 2015 |
| Cuarta ronda  | Jornada 1 | Del 13 al 17 de noviembre de 2015           |
| Cuarta ronda  | Jornada 2 | Del 13 al 17 de noviembre de 2015           |
| Cuarta ronda  | Jornada 3 | Del 21 al 29 de marzo de 2016               |
| Cuarta ronda  | Jornada 4 | Del 21 al 29 de marzo de 2016               |
| Cuarta ronda  | Jornada 5 | Del 29 de agosto al 6 de septiembre de 2016 |
| Cuarta ronda  | Jornada 6 | Del 29 de agosto al 6 de septiembre de 2016 |

| Ronda                          | Jornada    | Fecha                                       |
| ------------------------------ | ---------- | ------------------------------------------- |
| Quinta ronda (Hexagonal final) | Jornada 1  | Del 7 al 15 de noviembre de 2016            |
| Quinta ronda (Hexagonal final) | Jornada 2  | Del 7 al 15 de noviembre de 2016            |
| Quinta ronda (Hexagonal final) | Jornada 3  | Del 20 al 28 de marzo de 2017               |
| Quinta ronda (Hexagonal final) | Jornada 4  | Del 20 al 28 de marzo de 2017               |
| Quinta ronda (Hexagonal final) | Jornada 5  | Del 5 al 13 de junio de 2017                |
| Quinta ronda (Hexagonal final) | Jornada 6  | Del 5 al 13 de junio de 2017                |
| Quinta ronda (Hexagonal final) | Jornada 7  | Del 28 de agosto al 5 de septiembre de 2017 |
| Quinta ronda (Hexagonal final) | Jornada 8  | Del 28 de agosto al 5 de septiembre de 2017 |
| Quinta ronda (Hexagonal final) | Jornada 9  | Del 2 al 10 de octubre de 2017              |
| Quinta ronda (Hexagonal final) | Jornada 10 | Del 2 al 10 de octubre de 2017              |

## Primera ronda
Catorce selecciones, divididas en 7 llaves de 2 equipos, participaron en esta ronda, los emparejamientos quedaron definidos mediante un sorteo realizado el 15 de enero de 2015 en Miami, Estados Unidos. Los partidos se llevaron a cabo del 22 al 31 de marzo de 2015 y clasificaron a la siguiente ronda los ganadores de cada serie.
| Fecha               | Lugar             | Local                          |                                                 | Resultado                                                  |                                                 | Visitante                      |
| ------------------- | ----------------- | ------------------------------ | ----------------------------------------------- | ---------------------------------------------------------- | ----------------------------------------------- | ------------------------------ |
| 25 de marzo de 2015 | Nasáu             | Bahamas                        | Bandera de Bahamas                              | 0 – 5 Archivado el 2 de abril de 2015 en Wayback Machine.  | Bandera de Bermudas                             | Bermudas                       |
| 29 de marzo de 2015 | Devonshire        | Bermudas                       | Bandera de Bermudas                             | 3 – 0 Archivado el 2 de abril de 2015 en Wayback Machine.  | Bandera de Bahamas                              | Bahamas                        |
| 26 de marzo de 2015 | Roseau (Dominica) | Islas Vírgenes Británicas      | Bandera de Islas Vírgenes Británicas            | 2 – 3 Archivado el 2 de abril de 2015 en Wayback Machine.  | Bandera de Dominica                             | Dominica                       |
| 29 de marzo de 2015 | Roseau            | Dominica                       | Bandera de Dominica                             | 0 – 0 Archivado el 2 de abril de 2015 en Wayback Machine.  | Bandera de Islas Vírgenes Británicas            | Islas Vírgenes Británicas      |
| 22 de marzo de 2015 | Bridgetown        | Barbados                       | Bandera de Barbados                             | 0 – 1 Archivado el 2 de abril de 2015 en Wayback Machine.  | Bandera de Islas Vírgenes de los Estados Unidos | Islas Vírgenes Estadounidenses |
| 26 de marzo de 2015 | Carlota Amalia    | Islas Vírgenes Estadounidenses | Bandera de Islas Vírgenes de los Estados Unidos | 0 – 4 Archivado el 2 de abril de 2015 en Wayback Machine.  | Bandera de Barbados                             | Barbados                       |
| 23 de marzo de 2015 | Basseterre        | San Cristóbal y Nieves         | Bandera de San Cristobal y Nieves               | 6 – 2 Archivado el 2 de abril de 2015 en Wayback Machine.  | Bandera de Islas Turcas y Caicos                | Turcas y Caicos                |
| 26 de marzo de 2015 | Providenciales    | Turcas y Caicos                | Bandera de Islas Turcas y Caicos                | 2 – 6 Archivado el 2 de abril de 2015 en Wayback Machine.  | Bandera de San Cristobal y Nieves               | San Cristóbal y Nieves         |
| 23 de marzo de 2015 | Managua           | Nicaragua                      | Bandera de Nicaragua                            | 5 – 0 Archivado el 29 de marzo de 2015 en Wayback Machine. | Bandera de Anguila                              | Anguila                        |
| 29 de marzo de 2015 | The Valley        | Anguila                        | Bandera de Anguila                              | 0 – 3 Archivado el 2 de abril de 2015 en Wayback Machine.  | Bandera de Nicaragua                            | Nicaragua                      |
| 25 de marzo de 2015 | Belmopán          | Belice                         | Bandera de Belice                               | 0 – 0 Archivado el 2 de abril de 2015 en Wayback Machine.  | Bandera de Islas Caimán                         | Islas Caimán                   |
| 29 de marzo de 2015 | George Town       | Islas Caimán                   | Bandera de Islas Caimán                         | 1 – 1 Archivado el 2 de abril de 2015 en Wayback Machine.  | Bandera de Belice                               | Belice                         |
| 27 de marzo de 2015 | Willemstad        | Curazao                        | Bandera de Curazao                              | 2 – 1 Archivado el 2 de abril de 2015 en Wayback Machine.  | Bandera de Montserrat                           | Montserrat                     |
| 31 de marzo de 2015 | Lookout           | Montserrat                     | Bandera de Montserrat                           | 2 – 2 Archivado el 2 de abril de 2015 en Wayback Machine.  | Bandera de Curazao                              | Curazao                        |

## Segunda ronda
Veinte selecciones, divididas en 10 series de dos equipos, participaron en esta ronda, 7 procedentes de la ronda anterior y 13 que ingresaron en esta instancia, los emparejamientos quedaron definidos mediante un sorteo realizado el 15 de enero de 2015 en Miami, Estados Unidos. Los partidos se llevaron a cabo del 7 al 16 de junio de 2015 y clasificaron a la siguiente ronda los ganadores de cada serie.
| Fecha               | Lugar                          | Local                        |                                         | Resultado                                                       |                                         | Visitante                    |
| ------------------- | ------------------------------ | ---------------------------- | --------------------------------------- | --------------------------------------------------------------- | --------------------------------------- | ---------------------------- |
| 10 de junio de 2015 | Kingstown                      | San Vicente y las Granadinas | Bandera de San Vicente y las Granadinas | 2 – 2 Archivado el 13 de junio de 2015 en Wayback Machine.      | Bandera de Guyana                       | Guyana                       |
| 14 de junio de 2015 | Georgetown                     | Guyana                       | Bandera de Guyana                       | 4 – 4 Archivado el 17 de junio de 2015 en Wayback Machine.      | Bandera de San Vicente y las Granadinas | San Vicente y las Granadinas |
| 10 de junio de 2015 | St. John's                     | Antigua y Barbuda            | Bandera de Antigua y Barbuda            | 1 – 3 Archivado el 4 de abril de 2015 en Wayback Machine.       | Bandera de Santa Lucía                  | Santa Lucía                  |
| 14 de junio de 2015 | St. John's (Antigua y Barbuda) | Santa Lucía                  | Bandera de Santa Lucía                  | 1 – 4 Archivado el 17 de junio de 2015 en Wayback Machine.      | Bandera de Antigua y Barbuda            | Antigua y Barbuda            |
| 12 de junio de 2015 | Bayamón                        | Puerto Rico                  | Bandera de Puerto Rico                  | 1 – 0 Archivado el 4 de abril de 2015 en Wayback Machine.       | Bandera de Granada                      | Granada                      |
| 16 de junio de 2015 | Saint George                   | Granada                      | Bandera de Granada                      | 2 – 0 Archivado el 27 de septiembre de 2015 en Wayback Machine. | Bandera de Puerto Rico                  | Puerto Rico                  |
| 11 de junio de 2015 | Roseau                         | Dominica                     | Bandera de Dominica                     | 0 – 2 Archivado el 4 de abril de 2015 en Wayback Machine.       | Bandera de Canadá                       | Canadá                       |
| 16 de junio de 2015 | Toronto                        | Canadá                       | Bandera de Canadá                       | 4 – 0 Archivado el 20 de junio de 2015 en Wayback Machine.      | Bandera de Dominica                     | Dominica                     |
| 11 de junio de 2015 | Santo Domingo                  | República Dominicana         | Bandera de la República Dominicana      | 1 – 2 Archivado el 4 de abril de 2015 en Wayback Machine.       | Bandera de Belice                       | Belice                       |
| 14 de junio de 2015 | Belmopán                       | Belice                       | Bandera de Belice                       | 3 – 0 Archivado el 17 de junio de 2015 en Wayback Machine.      | Bandera de la República Dominicana      | República Dominicana         |
| 12 de junio de 2015 | Ciudad de Guatemala            | Guatemala                    | Bandera de Guatemala                    | 0 – 0 Archivado el 25 de junio de 2015 en Wayback Machine.      | Bandera de Bermudas                     | Bermudas                     |
| 15 de junio de 2015 | Hamilton                       | Bermudas                     | Bandera de Bermudas                     | 0 – 1 Archivado el 17 de junio de 2015 en Wayback Machine.      | Bandera de Guatemala                    | Guatemala                    |
| 10 de junio de 2015 | Oranjestad                     | Aruba                        | Bandera de Aruba                        | 0 – 2 Archivado el 4 de abril de 2015 en Wayback Machine.       | Bandera de Barbados                     | Barbados                     |
| 14 de junio de 2015 | Bridgetown                     | Barbados                     | Bandera de Barbados                     | 0 – 3 Archivado el 18 de junio de 2015 en Wayback Machine.      | Bandera de Aruba                        | Aruba                        |
| 11 de junio de 2015 | Basseterre                     | San Cristóbal y Nieves       | Bandera de San Cristobal y Nieves       | 2 – 2 Archivado el 26 de junio de 2015 en Wayback Machine.      | Bandera de El Salvador                  | El Salvador                  |
| 16 de junio de 2015 | San Salvador                   | El Salvador                  | Bandera de El Salvador                  | 4 – 1 Archivado el 20 de junio de 2015 en Wayback Machine.      | Bandera de San Cristobal y Nieves       | San Cristóbal y Nieves       |
| 10 de junio de 2015 | Willemstad                     | Curazao                      | Bandera de Curazao                      | 0 – 0 Archivado el 4 de abril de 2015 en Wayback Machine.       | Bandera de Cuba                         | Cuba                         |
| 14 de junio de 2015 | La Habana                      | Cuba                         | Bandera de Cuba                         | 1 – 1 Archivado el 17 de junio de 2015 en Wayback Machine.      | Bandera de Curazao                      | Curazao                      |
| 7 de junio de 2015  | Managua                        | Nicaragua                    | Bandera de Nicaragua                    | 1 – 0 Archivado el 12 de junio de 2015 en Wayback Machine.      | Bandera de Surinam                      | Surinam                      |
| 16 de junio de 2015 | Paramaribo                     | Surinam                      | Bandera de Surinam                      | 1 – 3 Archivado el 29 de julio de 2015 en Wayback Machine.      | Bandera de Nicaragua                    | Nicaragua                    |

## Tercera ronda
Doce selecciones, divididas en 6 llaves de 2 equipos, participaron en esta ronda: 10 procedentes de la ronda anterior más Jamaica y Haití. Los emparejamientos quedaron definidos mediante el sorteo realizado el 25 de julio de 2015 en San Petersburgo, Rusia. Los partidos se llevaron a cabo el 4 y 8 de septiembre de 2015 y clasificaron a la siguiente ronda los ganadores de cada serie.
| Fecha                   | Lugar               | Local                        |                                         | Resultado                                                 |                                         | Visitante                    |
| ----------------------- | ------------------- | ---------------------------- | --------------------------------------- | --------------------------------------------------------- | --------------------------------------- | ---------------------------- |
| 4 de septiembre de 2015 | Willemstad          | Curazao                      | Bandera de Curazao                      | 0 – 1 Archivado el 6 de marzo de 2017 en Wayback Machine. | Bandera de El Salvador                  | El Salvador                  |
| 8 de septiembre de 2015 | San Salvador        | El Salvador                  | Bandera de El Salvador                  | 1 – 0 Archivado el 6 de marzo de 2017 en Wayback Machine. | Bandera de Curazao                      | Curazao                      |
| 4 de septiembre de 2015 | Toronto             | Canadá                       | Bandera de Canadá                       | 3 – 0 Archivado el 6 de marzo de 2017 en Wayback Machine. | Bandera de Belice                       | Belice                       |
| 8 de septiembre de 2015 | Belmopán            | Belice                       | Bandera de Belice                       | 1 – 1 Archivado el 6 de marzo de 2017 en Wayback Machine. | Bandera de Canadá                       | Canadá                       |
| 4 de septiembre de 2015 | Saint George        | Granada                      | Bandera de Granada                      | 1 – 3 Archivado el 6 de marzo de 2017 en Wayback Machine. | Bandera de Haití                        | Haití                        |
| 8 de septiembre de 2015 | Puerto Príncipe     | Haití                        | Bandera de Haití                        | 3 – 0 Archivado el 6 de marzo de 2017 en Wayback Machine. | Bandera de Granada                      | Granada                      |
| 4 de septiembre de 2015 | Kingston            | Jamaica                      | Bandera de Jamaica                      | 2 – 3 Archivado el 6 de marzo de 2017 en Wayback Machine. | Bandera de Nicaragua                    | Nicaragua                    |
| 8 de septiembre de 2015 | Managua             | Nicaragua                    | Bandera de Nicaragua                    | 0 – 2 Archivado el 6 de marzo de 2017 en Wayback Machine. | Bandera de Jamaica                      | Jamaica                      |
| 4 de septiembre de 2015 | Kingstown           | San Vicente y las Granadinas | Bandera de San Vicente y las Granadinas | 2 – 0 Archivado el 6 de marzo de 2017 en Wayback Machine. | Bandera de Aruba                        | Aruba                        |
| 8 de septiembre de 2015 | Oranjestad          | Aruba                        | Bandera de Aruba                        | 2 – 1 Archivado el 6 de marzo de 2017 en Wayback Machine. | Bandera de San Vicente y las Granadinas | San Vicente y las Granadinas |
| 4 de septiembre de 2015 | St. John's          | Antigua y Barbuda            | Bandera de Antigua y Barbuda            | 1 – 0 Archivado el 6 de marzo de 2017 en Wayback Machine. | Bandera de Guatemala                    | Guatemala                    |
| 8 de septiembre de 2015 | Ciudad de Guatemala | Guatemala                    | Bandera de Guatemala                    | 2 – 0 Archivado el 6 de marzo de 2017 en Wayback Machine. | Bandera de Antigua y Barbuda            | Antigua y Barbuda            |

## Cuarta ronda
Doce selecciones, divididas en 3 grupos de 4 equipos, participaron en esta ronda: 6 procedentes de la ronda anterior y otras 6 que ingresan a la competencia en esta instancia. Los grupos quedaron definidos mediante el sorteo realizado en San Petersburgo (Rusia) el 25 de julio de 2015.
     – Clasificados al Hexagonal final

### Grupo A
| Selección   | Pts. | PJ | PG | PE | PP | GF | GC | Dif |
| ----------- | ---- | -- | -- | -- | -- | -- | -- | --- |
| México      | 16   | 6  | 5  | 1  | 0  | 13 | 1  | 12  |
| Honduras    | 8    | 6  | 2  | 2  | 2  | 6  | 6  | 0   |
| Canadá      | 7    | 6  | 2  | 1  | 3  | 5  | 8  | -3  |
| El Salvador | 2    | 6  | 0  | 2  | 4  | 4  | 13 | -9  |

| L\V                    | Bandera de México | Bandera de Honduras | Bandera de Canadá | Bandera de El Salvador |
| Bandera de México      |                   | 0 – 0               | 2 – 0             | 3 – 0                  |
| Bandera de Honduras    | 0 – 2             |                     | 2 – 1             | 2 – 0                  |
| Bandera de Canadá      | 0 – 3             | 1 – 0               |                   | 3 – 1                  |
| Bandera de El Salvador | 1 – 3             | 2 – 2               | 0 – 0             |                        |

| Fecha                   | Lugar            | Local       |                        | Resultado                                                 |                        | Visitante   |
| ----------------------- | ---------------- | ----------- | ---------------------- | --------------------------------------------------------- | ---------------------- | ----------- |
| 13 de noviembre de 2015 | Vancouver        | Canadá      | Bandera de Canadá      | 1 – 0 Archivado el 6 de marzo de 2017 en Wayback Machine. | Bandera de Honduras    | Honduras    |
| 13 de noviembre de 2015 | Ciudad de México | México      | Bandera de México      | 3 – 0 Archivado el 6 de marzo de 2017 en Wayback Machine. | Bandera de El Salvador | El Salvador |
| 17 de noviembre de 2015 | San Pedro Sula   | Honduras    | Bandera de Honduras    | 0 – 2 Archivado el 6 de marzo de 2017 en Wayback Machine. | Bandera de México      | México      |
| 17 de noviembre de 2015 | San Salvador     | El Salvador | Bandera de El Salvador | 0 – 0 Archivado el 6 de marzo de 2017 en Wayback Machine. | Bandera de Canadá      | Canadá      |
| 25 de marzo de 2016     | Vancouver        | Canadá      | Bandera de Canadá      | 0 – 3 Archivado el 6 de marzo de 2017 en Wayback Machine. | Bandera de México      | México      |
| 25 de marzo de 2016     | San Salvador     | El Salvador | Bandera de El Salvador | 2 – 2 Archivado el 6 de marzo de 2017 en Wayback Machine. | Bandera de Honduras    | Honduras    |
| 29 de marzo de 2016     | Ciudad de México | México      | Bandera de México      | 2 – 0 Archivado el 6 de marzo de 2017 en Wayback Machine. | Bandera de Canadá      | Canadá      |
| 29 de marzo de 2016     | San Pedro Sula   | Honduras    | Bandera de Honduras    | 2 – 0 Archivado el 6 de marzo de 2017 en Wayback Machine. | Bandera de El Salvador | El Salvador |
| 2 de septiembre de 2016 | San Salvador     | El Salvador | Bandera de El Salvador | 1 – 3 Archivado el 6 de marzo de 2017 en Wayback Machine. | Bandera de México      | México      |
| 2 de septiembre de 2016 | San Pedro Sula   | Honduras    | Bandera de Honduras    | 2 – 1 Archivado el 6 de marzo de 2017 en Wayback Machine. | Bandera de Canadá      | Canadá      |
| 6 de septiembre de 2016 | Ciudad de México | México      | Bandera de México      | 0 – 0 Archivado el 6 de marzo de 2017 en Wayback Machine. | Bandera de Honduras    | Honduras    |
| 6 de septiembre de 2016 | Vancouver        | Canadá      | Bandera de Canadá      | 3 – 1 Archivado el 6 de marzo de 2017 en Wayback Machine. | Bandera de El Salvador | El Salvador |

### Grupo B
| Selección  | Pts. | PJ | PG | PE | PP | GF | GC | Dif |
| ---------- | ---- | -- | -- | -- | -- | -- | -- | --- |
| Costa Rica | 16   | 6  | 5  | 1  | 0  | 11 | 3  | 8   |
| Panamá     | 10   | 6  | 3  | 1  | 2  | 7  | 5  | 2   |
| Haití      | 4    | 6  | 1  | 1  | 4  | 2  | 4  | -2  |
| Jamaica    | 4    | 6  | 1  | 1  | 4  | 2  | 10 | -8  |

| L\V                   | Bandera de Costa Rica | Bandera de Panamá | Bandera de Haití | Bandera de Jamaica |
| Bandera de Costa Rica |                       | 3 – 1             | 1 – 0            | 3 – 0              |
| Bandera de Panamá     | 1 – 2                 |                   | 1 – 0            | 2 – 0              |
| Bandera de Haití      | 0 – 1                 | 0 – 0             |                  | 0 – 1              |
| Bandera de Jamaica    | 1 – 1                 | 0 – 2             | 0 – 2            |                    |

| Fecha                   | Lugar            | Local      |                       | Resultado                                                      |                       | Visitante  |
| ----------------------- | ---------------- | ---------- | --------------------- | -------------------------------------------------------------- | --------------------- | ---------- |
| 13 de noviembre de 2015 | Kingston         | Jamaica    | Bandera de Jamaica    | 0 – 2 Archivado el 6 de marzo de 2017 en Wayback Machine.      | Bandera de Panamá     | Panamá     |
| 13 de noviembre de 2015 | San José         | Costa Rica | Bandera de Costa Rica | 1 – 0 Archivado el 7 de abril de 2018 en Wayback Machine.      | Bandera de Haití      | Haití      |
| 17 de noviembre de 2015 | Ciudad de Panamá | Panamá     | Bandera de Panamá     | 1 – 2 Archivado el 22 de diciembre de 2017 en Wayback Machine. | Bandera de Costa Rica | Costa Rica |
| 17 de noviembre de 2015 | Puerto Príncipe  | Haití      | Bandera de Haití      | 0 – 1 Archivado el 6 de marzo de 2017 en Wayback Machine.      | Bandera de Jamaica    | Jamaica    |
| 25 de marzo de 2016     | Puerto Príncipe  | Haití      | Bandera de Haití      | 0 – 0 Archivado el 6 de marzo de 2017 en Wayback Machine.      | Bandera de Panamá     | Panamá     |
| 25 de marzo de 2016     | Kingston         | Jamaica    | Bandera de Jamaica    | 1 – 1 Archivado el 7 de abril de 2018 en Wayback Machine.      | Bandera de Costa Rica | Costa Rica |
| 29 de marzo de 2016     | San José         | Costa Rica | Bandera de Costa Rica | 3 – 0 Archivado el 6 de marzo de 2017 en Wayback Machine.      | Bandera de Jamaica    | Jamaica    |
| 29 de marzo de 2016     | Ciudad de Panamá | Panamá     | Bandera de Panamá     | 1 – 0 Archivado el 6 de marzo de 2017 en Wayback Machine.      | Bandera de Haití      | Haití      |
| 2 de septiembre de 2016 | Puerto Príncipe  | Haití      | Bandera de Haití      | 0 – 1 Archivado el 6 de marzo de 2017 en Wayback Machine.      | Bandera de Costa Rica | Costa Rica |
| 2 de septiembre de 2016 | Ciudad de Panamá | Panamá     | Bandera de Panamá     | 2 – 0 Archivado el 6 de marzo de 2017 en Wayback Machine.      | Bandera de Jamaica    | Jamaica    |
| 6 de septiembre de 2016 | San José         | Costa Rica | Bandera de Costa Rica | 3 – 1 Archivado el 22 de diciembre de 2017 en Wayback Machine. | Bandera de Panamá     | Panamá     |
| 6 de septiembre de 2016 | Kingston         | Jamaica    | Bandera de Jamaica    | 0 – 2 Archivado el 6 de marzo de 2017 en Wayback Machine.      | Bandera de Haití      | Haití      |

### Grupo C
| Selección                    | Pts. | PJ | PG | PE | PP | GF | GC | Dif |
| ---------------------------- | ---- | -- | -- | -- | -- | -- | -- | --- |
| Estados Unidos               | 13   | 6  | 4  | 1  | 1  | 20 | 3  | 17  |
| Trinidad y Tobago            | 11   | 6  | 3  | 2  | 1  | 13 | 9  | 4   |
| Guatemala                    | 10   | 6  | 3  | 1  | 2  | 18 | 11 | 7   |
| San Vicente y las Granadinas | 0    | 6  | 0  | 0  | 6  | 6  | 34 | -28 |

| L\V                                     | Bandera de Estados Unidos | Bandera de Trinidad y Tobago | Bandera de Guatemala | Bandera de San Vicente y las Granadinas |
| Bandera de Estados Unidos               |                           | 4 – 0                        | 4 – 0                | 6 – 1                                   |
| Bandera de Trinidad y Tobago            | 0 – 0                     |                              | 2 – 2                | 6 – 0                                   |
| Bandera de Guatemala                    | 2 – 0                     | 1 – 2                        |                      | 9 – 3                                   |
| Bandera de San Vicente y las Granadinas | 0 – 6                     | 2 – 3                        | 0 – 4                |                                         |

| Fecha                   | Lugar               | Local                        |                                         | Resultado                                                 |                                         | Visitante                    |
| ----------------------- | ------------------- | ---------------------------- | --------------------------------------- | --------------------------------------------------------- | --------------------------------------- | ---------------------------- |
| 13 de noviembre de 2015 | San Luis            | Estados Unidos               | Bandera de Estados Unidos               | 6 – 1 Archivado el 6 de marzo de 2017 en Wayback Machine. | Bandera de San Vicente y las Granadinas | San Vicente y las Granadinas |
| 13 de noviembre de 2015 | Ciudad de Guatemala | Guatemala                    | Bandera de Guatemala                    | 1 – 2 Archivado el 6 de marzo de 2017 en Wayback Machine. | Bandera de Trinidad y Tobago            | Trinidad y Tobago            |
| 17 de noviembre de 2015 | Puerto España       | Trinidad y Tobago            | Bandera de Trinidad y Tobago            | 0 – 0 Archivado el 6 de marzo de 2017 en Wayback Machine. | Bandera de Estados Unidos               | Estados Unidos               |
| 17 de noviembre de 2015 | Kingstown           | San Vicente y las Granadinas | Bandera de San Vicente y las Granadinas | 0 – 4 Archivado el 6 de marzo de 2017 en Wayback Machine. | Bandera de Guatemala                    | Guatemala                    |
| 25 de marzo de 2016     | Ciudad de Guatemala | Guatemala                    | Bandera de Guatemala                    | 2 – 0 Archivado el 6 de marzo de 2017 en Wayback Machine. | Bandera de Estados Unidos               | Estados Unidos               |
| 25 de marzo de 2016     | Kingstown           | San Vicente y las Granadinas | Bandera de San Vicente y las Granadinas | 2 – 3 Archivado el 6 de marzo de 2017 en Wayback Machine. | Bandera de Trinidad y Tobago            | Trinidad y Tobago            |
| 29 de marzo de 2016     | Puerto España       | Trinidad y Tobago            | Bandera de Trinidad y Tobago            | 6 – 0 Archivado el 6 de marzo de 2017 en Wayback Machine. | Bandera de San Vicente y las Granadinas | San Vicente y las Granadinas |
| 29 de marzo de 2016     | Columbus            | Estados Unidos               | Bandera de Estados Unidos               | 4 – 0 Archivado el 6 de marzo de 2017 en Wayback Machine. | Bandera de Guatemala                    | Guatemala                    |
| 2 de septiembre de 2016 | Kingstown           | San Vicente y las Granadinas | Bandera de San Vicente y las Granadinas | 0 – 6 Archivado el 6 de marzo de 2017 en Wayback Machine. | Bandera de Estados Unidos               | Estados Unidos               |
| 2 de septiembre de 2016 | Puerto España       | Trinidad y Tobago            | Bandera de Trinidad y Tobago            | 2 – 2 Archivado el 6 de marzo de 2017 en Wayback Machine. | Bandera de Guatemala                    | Guatemala                    |
| 6 de septiembre de 2016 | Jacksonville        | Estados Unidos               | Bandera de Estados Unidos               | 4 – 0 Archivado el 6 de marzo de 2017 en Wayback Machine. | Bandera de Trinidad y Tobago            | Trinidad y Tobago            |
| 6 de septiembre de 2016 | Ciudad de Guatemala | Guatemala                    | Bandera de Guatemala                    | 9 – 3 Archivado el 6 de marzo de 2017 en Wayback Machine. | Bandera de San Vicente y las Granadinas | San Vicente y las Granadinas |

## Quinta ronda (Hexagonal final)
La última fase de la eliminatoria, el hexagonal final, contará con los primeros y segundos de grupo. Esta ronda constará de un solo grupo, los seis equipos jugarán todos contra todos con cada país como local y visitante. Los mejores tres equipos que queden posicionados clasificarán al Mundial, mientras que el cuarto clasificado disputará un repechaje intercontinental como local y visitante contra el quinto en la clasificación de Asia.
| Selección         | Pts. | PJ | PG | PE | PP | GF | GC | Dif |
| ----------------- | ---- | -- | -- | -- | -- | -- | -- | --- |
| México            | 21   | 10 | 6  | 3  | 1  | 16 | 7  | 9   |
| Costa Rica        | 16   | 10 | 4  | 4  | 2  | 14 | 8  | 6   |
| Panamá            | 13   | 10 | 3  | 4  | 3  | 9  | 10 | -1  |
| Honduras          | 13   | 10 | 3  | 4  | 3  | 13 | 19 | -6  |
| Estados Unidos    | 12   | 10 | 3  | 3  | 4  | 17 | 13 | 4   |
| Trinidad y Tobago | 6    | 10 | 2  | 0  | 8  | 7  | 19 | -12 |

| L\V                          | Bandera de México | Bandera de Costa Rica | Bandera de Panamá | Bandera de Honduras | Bandera de Estados Unidos | Bandera de Trinidad y Tobago |
| Bandera de México            |                   | 2 – 0                 | 1 – 0             | 3 – 0               | 1 – 1                     | 3 – 1                        |
| Bandera de Costa Rica        | 1 – 1             |                       | 0 – 0             | 1 – 1               | 4 – 0                     | 2 – 1                        |
| Bandera de Panamá            | 0 – 0             | 2 – 1                 |                   | 2 – 2               | 1 – 1                     | 3 – 0                        |
| Bandera de Honduras          | 3 – 2             | 1 – 1                 | 0 – 1             |                     | 1 – 1                     | 3 – 1                        |
| Bandera de Estados Unidos    | 1 – 2             | 0 – 2                 | 4 – 0             | 6 – 0               |                           | 2 – 0                        |
| Bandera de Trinidad y Tobago | 0 – 1             | 0 – 2                 | 1 – 0             | 1 – 2               | 2 – 1                     |                              |

|  | Clasificado directamente a la Copa Mundial de Fútbol de 2018.                             |
|  | Clasificado al repechaje contra el ganador de la cuarta ronda de la clasificación de AFC. |

### Evolución de posiciones
| País/Fecha        | 1   | 2   | 3   | 4   | 5   | 6   | 7   | 8   | 9   | 10  |
| ----------------- | --- | --- | --- | --- | --- | --- | --- | --- | --- | --- |
| México            | 2.ª | 2.ª | 1.ª | 1.ª | 1.ª | 1.ª | 1.ª | 1.ª | 1.ª | 1.ª |
| Costa Rica        | 1.ª | 1.ª | 2.ª | 2.ª | 2.ª | 2.ª | 2.ª | 2.ª | 2.ª | 2.ª |
| Panamá            | 3.ª | 3.ª | 3.ª | 3.ª | 4.ª | 4.ª | 5.ª | 3.ª | 4.ª | 3.ª |
| Honduras          | 5.ª | 4.ª | 6.ª | 5.ª | 5.ª | 5.ª | 4.ª | 5.ª | 5.ª | 4.ª |
| Estados Unidos    | 4.ª | 6.ª | 4.ª | 4.ª | 3.ª | 3.ª | 3.ª | 4.ª | 3.ª | 5.ª |
| Trinidad y Tobago | 6.ª | 5.ª | 5.ª | 6.ª | 6.ª | 6.ª | 6.ª | 6.ª | 6.ª | 6.ª |

### Resultados
| Fecha                   | Lugar            | Local             |                              | Resultado                                                       |                              | Visitante         |
| ----------------------- | ---------------- | ----------------- | ---------------------------- | --------------------------------------------------------------- | ---------------------------- | ----------------- |
| 11 de noviembre de 2016 | Columbus         | Estados Unidos    | Bandera de Estados Unidos    | 1 – 2 Archivado el 6 de marzo de 2017 en Wayback Machine.       | Bandera de México            | México            |
| 11 de noviembre de 2016 | San Pedro Sula   | Honduras          | Bandera de Honduras          | 0 – 1 Archivado el 6 de marzo de 2017 en Wayback Machine.       | Bandera de Panamá            | Panamá            |
| 11 de noviembre de 2016 | Puerto España    | Trinidad y Tobago | Bandera de Trinidad y Tobago | 0 – 2 Archivado el 6 de marzo de 2017 en Wayback Machine.       | Bandera de Costa Rica        | Costa Rica        |
| 15 de noviembre de 2016 | San José         | Costa Rica        | Bandera de Costa Rica        | 4 – 0 Archivado el 6 de marzo de 2017 en Wayback Machine.       | Bandera de Estados Unidos    | Estados Unidos    |
| 15 de noviembre de 2016 | Ciudad de Panamá | Panamá            | Bandera de Panamá            | 0 – 0 Archivado el 6 de marzo de 2017 en Wayback Machine.       | Bandera de México            | México            |
| 15 de noviembre de 2016 | San Pedro Sula   | Honduras          | Bandera de Honduras          | 3 – 1 Archivado el 6 de marzo de 2017 en Wayback Machine.       | Bandera de Trinidad y Tobago | Trinidad y Tobago |
| 24 de marzo de 2017     | San José         | Estados Unidos    | Bandera de Estados Unidos    | 6 – 0 Archivado el 6 de marzo de 2017 en Wayback Machine.       | Bandera de Honduras          | Honduras          |
| 24 de marzo de 2017     | Puerto España    | Trinidad y Tobago | Bandera de Trinidad y Tobago | 1 – 0 Archivado el 6 de marzo de 2017 en Wayback Machine.       | Bandera de Panamá            | Panamá            |
| 24 de marzo de 2017     | Ciudad de México | México            | Bandera de México            | 2 – 0 Archivado el 24 de noviembre de 2017 en Wayback Machine.  | Bandera de Costa Rica        | Costa Rica        |
| 28 de marzo de 2017     | Ciudad de Panamá | Panamá            | Bandera de Panamá            | 1 – 1 Archivado el 6 de marzo de 2017 en Wayback Machine.       | Bandera de Estados Unidos    | Estados Unidos    |
| 28 de marzo de 2017     | San Pedro Sula   | Honduras          | Bandera de Honduras          | 1 – 1 Archivado el 6 de marzo de 2017 en Wayback Machine.       | Bandera de Costa Rica        | Costa Rica        |
| 28 de marzo de 2017     | Puerto España    | Trinidad y Tobago | Bandera de Trinidad y Tobago | 0 – 1 Archivado el 6 de marzo de 2017 en Wayback Machine.       | Bandera de México            | México            |
| 8 de junio de 2017      | Commerce City    | Estados Unidos    | Bandera de Estados Unidos    | 2 – 0 Archivado el 17 de septiembre de 2016 en Wayback Machine. | Bandera de Trinidad y Tobago | Trinidad y Tobago |
| 8 de junio de 2017      | San José         | Costa Rica        | Bandera de Costa Rica        | 0 – 0 Archivado el 22 de diciembre de 2017 en Wayback Machine.  | Bandera de Panamá            | Panamá            |
| 8 de junio de 2017      | Ciudad de México | México            | Bandera de México            | 3 – 0 Archivado el 17 de septiembre de 2016 en Wayback Machine. | Bandera de Honduras          | Honduras          |
| 11 de junio de 2017     | Ciudad de México | México            | Bandera de México            | 1 – 1 Archivado el 17 de septiembre de 2016 en Wayback Machine. | Bandera de Estados Unidos    | Estados Unidos    |
| 13 de junio de 2017     | Ciudad de Panamá | Panamá            | Bandera de Panamá            | 2 – 2 Archivado el 16 de septiembre de 2016 en Wayback Machine. | Bandera de Honduras          | Honduras          |
| 13 de junio de 2017     | San José         | Costa Rica        | Bandera de Costa Rica        | 2 – 1 Archivado el 1 de diciembre de 2017 en Wayback Machine.   | Bandera de Trinidad y Tobago | Trinidad y Tobago |
| 1 de septiembre de 2017 | Harrison         | Estados Unidos    | Bandera de Estados Unidos    | 0 – 2 Archivado el 11 de diciembre de 2017 en Wayback Machine.  | Bandera de Costa Rica        | Costa Rica        |
| 1 de septiembre de 2017 | Ciudad de México | México            | Bandera de México            | 1 – 0 Archivado el 16 de septiembre de 2016 en Wayback Machine. | Bandera de Panamá            | Panamá            |
| 1 de septiembre de 2017 | Couva            | Trinidad y Tobago | Bandera de Trinidad y Tobago | 1 – 2 Archivado el 16 de septiembre de 2016 en Wayback Machine. | Bandera de Honduras          | Honduras          |
| 5 de septiembre de 2017 | San Pedro Sula   | Honduras          | Bandera de Honduras          | 1 – 1 Archivado el 17 de septiembre de 2016 en Wayback Machine. | Bandera de Estados Unidos    | Estados Unidos    |
| 5 de septiembre de 2017 | Ciudad de Panamá | Panamá            | Bandera de Panamá            | 3 – 0 Archivado el 17 de septiembre de 2016 en Wayback Machine. | Bandera de Trinidad y Tobago | Trinidad y Tobago |
| 5 de septiembre de 2017 | San José         | Costa Rica        | Bandera de Costa Rica        | 1 – 1 Archivado el 30 de noviembre de 2017 en Wayback Machine.  | Bandera de México            | México            |
| 6 de octubre de 2017    | Orlando          | Estados Unidos    | Bandera de Estados Unidos    | 4 – 0 Archivado el 16 de septiembre de 2016 en Wayback Machine. | Bandera de Panamá            | Panamá            |
| 6 de octubre de 2017    | San Luis Potosí  | México            | Bandera de México            | 3 – 1 Archivado el 16 de septiembre de 2016 en Wayback Machine. | Bandera de Trinidad y Tobago | Trinidad y Tobago |
| 7 de octubre de 2017    | San José         | Costa Rica        | Bandera de Costa Rica        | 1 – 1 Archivado el 10 de diciembre de 2017 en Wayback Machine.  | Bandera de Honduras          | Honduras          |
| 10 de octubre de 2017   | Couva            | Trinidad y Tobago | Bandera de Trinidad y Tobago | 2 – 1 Archivado el 17 de septiembre de 2016 en Wayback Machine. | Bandera de Estados Unidos    | Estados Unidos    |
| 10 de octubre de 2017   | Ciudad de Panamá | Panamá            | Bandera de Panamá            | 2 – 1 Archivado el 1 de diciembre de 2017 en Wayback Machine.   | Bandera de Costa Rica        | Costa Rica        |
| 10 de octubre de 2017   | San Pedro Sula   | Honduras          | Bandera de Honduras          | 3 – 2 Archivado el 17 de septiembre de 2016 en Wayback Machine. | Bandera de México            | México            |

## Repechaje Intercontinental
Honduras, que finalizó en el cuarto puesto del hexagonal final, perdió la posibilidad de clasificar frente a Australia, ganador de la cuarta ronda de la eliminatoria de la AFC, en una serie a visita recíproca, que terminó con un global de 3 a 1 a favor de los australianos.
| 10 de noviembre de 2017 | Honduras | 0:0     | Australia | Estadio Olímpico Metropolitano, San Pedro Sula             |                                                            |
| 16:00 (UTC-6)           |          | Reporte |           | Asistencia: 40 000 espectadores Árbitro(s): Daniele Orsato | Asistencia: 40 000 espectadores Árbitro(s): Daniele Orsato |

| 15 de noviembre de 2017 | Australia                           | 3:1 (0:0) | Honduras          | Estadio ANZ, Sídney                                       |                                                           |
| 20:00 (UTC+11)          | Jedinak 54', 72' (pen.), 85' (pen.) | Reporte   | M. Figueroa 90+3' | Asistencia: 78 962 espectadores Árbitro(s): Néstor Pitana | Asistencia: 78 962 espectadores Árbitro(s): Néstor Pitana |

## Estadísticas

### Tabla general

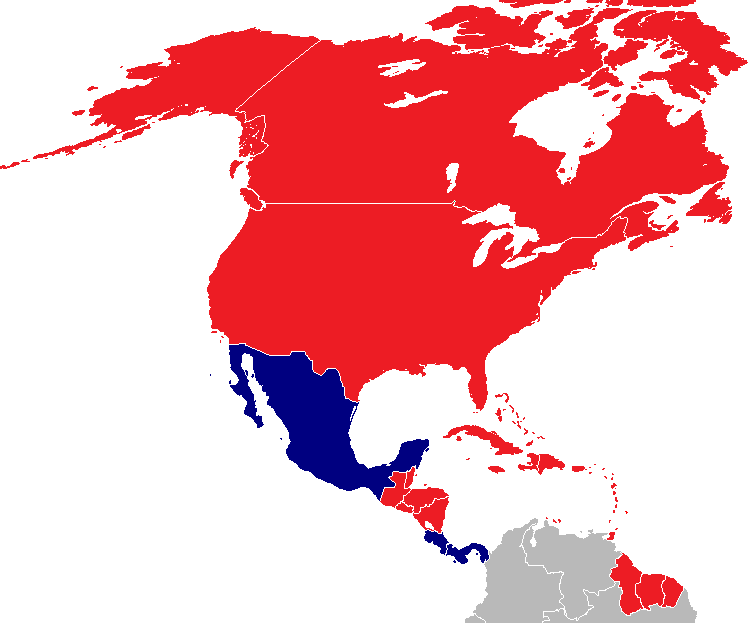
Equipo clasificado
Equipo eliminado

| Pos. | Equipo                         | Pts | PJ | PG | PE | PP | GF | GC | Dif. | Rend.  |
| ---- | ------------------------------ | --- | -- | -- | -- | -- | -- | -- | ---- | ------ |
| 1    | México                         | 37  | 16 | 11 | 4  | 1  | 29 | 8  | 21   | 77.08% |
| 2    | Costa Rica                     | 32  | 16 | 9  | 5  | 2  | 25 | 11 | 14   | 66.67% |
| 3    | Panamá                         | 23  | 16 | 6  | 5  | 5  | 16 | 15 | 1    | 47.92% |
| 4    | Honduras                       | 22  | 18 | 5  | 7  | 6  | 20 | 28 | -8   | 40.74% |
| 5    | Estados Unidos                 | 25  | 16 | 7  | 4  | 5  | 37 | 16 | 21   | 52.08% |
| 6    | Trinidad y Tobago              | 17  | 16 | 5  | 2  | 9  | 20 | 28 | -8   | 35.42% |
| 7    | Guatemala                      | 17  | 10 | 5  | 2  | 3  | 21 | 12 | 9    | 56.67% |
| 8    | Canadá                         | 17  | 10 | 5  | 2  | 3  | 15 | 9  | 6    | 56.67% |
| 9    | El Salvador                    | 12  | 10 | 3  | 3  | 4  | 12 | 16 | -4   | 40%    |
| 10   | Haití                          | 10  | 8  | 3  | 1  | 4  | 8  | 5  | 3    | 41.67% |
| 11   | Jamaica                        | 7   | 8  | 2  | 1  | 5  | 6  | 13 | -7   | 29.17% |
| 12   | San Vicente y las Granadinas   | 5   | 10 | 1  | 2  | 7  | 15 | 42 | -32  | 16.67% |
| 13   | Nicaragua                      | 15  | 6  | 5  | 0  | 1  | 15 | 5  | 10   | 83.33% |
| 14   | Belice                         | 9   | 6  | 2  | 3  | 1  | 7  | 6  | 1    | 50%    |
| 15   | Antigua y Barbuda              | 6   | 4  | 2  | 0  | 2  | 6  | 6  | 0    | 50%    |
| 16   | Curazao                        | 6   | 6  | 1  | 3  | 2  | 5  | 6  | -1   | 50%    |
| 17   | Aruba                          | 6   | 4  | 2  | 0  | 2  | 5  | 5  | 0    | 50%    |
| 18   | Granada                        | 3   | 4  | 1  | 0  | 2  | 3  | 4  | -1   | 50%    |
| 19   | Bermudas                       | 7   | 4  | 2  | 1  | 1  | 8  | 1  | 7    | 58.33% |
| 20   | San Cristóbal y Nieves         | 7   | 4  | 2  | 1  | 1  | 15 | 10 | 5    | 58.33% |
| 21   | Barbados                       | 6   | 4  | 2  | 0  | 2  | 6  | 4  | 2    | 50%    |
| 22   | Dominica                       | 4   | 4  | 1  | 1  | 2  | 3  | 8  | -5   | 33.33% |
| 23   | Santa Lucía                    | 3   | 2  | 1  | 0  | 1  | 4  | 5  | -1   | 50%    |
| 24   | Puerto Rico                    | 3   | 2  | 1  | 0  | 1  | 1  | 2  | -1   | 50%    |
| 25   | Guyana                         | 2   | 2  | 0  | 2  | 0  | 6  | 6  | 0    | 33.33% |
| 26   | Cuba                           | 2   | 2  | 0  | 2  | 0  | 1  | 1  | 0    | 33.33% |
| 27   | Surinam                        | 0   | 2  | 0  | 0  | 2  | 1  | 4  | -3   | 0%     |
| 28   | República Dominicana           | 0   | 2  | 0  | 0  | 2  | 1  | 5  | -4   | 0%     |
| 29   | Islas Vírgenes Estadounidenses | 3   | 2  | 1  | 0  | 1  | 1  | 4  | -3   | 50%    |
| 30   | Islas Caimán                   | 2   | 2  | 0  | 2  | 0  | 1  | 1  | 0    | 33.33% |
| 31   | Montserrat                     | 1   | 2  | 0  | 1  | 1  | 3  | 4  | -1   | 16.66% |
| 32   | Islas Vírgenes Británicas      | 1   | 2  | 0  | 1  | 1  | 2  | 3  | -1   | 16.66% |
| 33   | Islas Turcas y Caicos          | 0   | 2  | 0  | 0  | 2  | 4  | 12 | -8   | 0%     |
| 34   | Anguila                        | 0   | 2  | 0  | 0  | 2  | 0  | 8  | -8   | 0%     |
| 35   | Bahamas                        | 0   | 2  | 0  | 0  | 2  | 0  | 8  | -8   | 0%     |

### Goleadores
| Jugador           | Selección                    | Goles | Part. | Minutos |
| ----------------- | ---------------------------- | ----- | ----- | ------- |
| Carlos Ruiz       | Guatemala                    | 9     | 10    | 816     |
| Jozy Altidore     | Estados Unidos               | 8     | 15    | 1084    |
| Christian Pulisic | Estados Unidos               | 7     | 13    | 961     |
| Romell Quioto     | Honduras                     | 6     | 13    | 784     |
| Nelson Bonilla    | El Salvador                  | 5     | 6     | 475     |
| Tevin Slater      | San Vicente y las Granadinas | 5     | 9     | 634     |
| Clint Dempsey     | Estados Unidos               | 5     | 9     | 598     |
| Oalex Anderson    | San Vicente y las Granadinas | 5     | 10    | 857     |
| Bobby Wood        | Estados Unidos               | 5     | 14    | 938     |
| Joevin Jones      | Trinidad y Tobago            | 5     | 16    | 1202    |

## Clasificados
| Bandera de México | Bandera de Costa Rica | Bandera de Panamá |
| México            | Costa Rica            | Panamá            |
| Primer puesto     | Segundo puesto        | Tercer puesto     |